# Ebenista
Ebenista (fr.ébenè - heban) – wytwórca mebli artystycznych fornirowanych i intarsjowanych; pierwotnie stolarz wyrabiający meble z hebanu.
Ebeniści wyodrębnili się z cechu stolarzy końcem XVI wieku kiedy zapanowała moda na drewno egzotyczne (głównie heban) używane do wyrobu luksusowych mebli dla dworu królewskiego. Wykonywali oni zwłaszcza meble skrzyniowe i stoły. Początkowo ebeniści zdobili meble płaskorzeźbą, intarsją z hebanu, później markieterią, okuciami z brązu, mosiądzu lub fornirowaniem.

Słynnymi ebenistami francuskimi byli: Charles André Boulle, Charles Cressent, Jean-François Oeben, Jean Henri Riesener.
Stolarstwo artystyczne specjalizujące się w wytwarzaniu artystycznych mebli zdobionych wyżej wymienionymi technikami nazywane jest ebenistyką.